# 福島大橋 (佐賀県・長崎県)
福島大橋（ふくしまおおはし）は、佐賀県伊万里市から長崎県松浦市の福島までを結ぶ橋である。タツノ瀬戸（伊万里湾）に架かる橋である。
福島と九州本島を結ぶ唯一の道路である長崎県道・佐賀県道103号喜内瀬鍋串辻線の一部を構成している。通行料無料。

## 概要
- 延長 225m
- 幅 6.0m
- 橋の等級 一等橋
- 桁下高 11.0m
- 橋脚 鉄筋コンクリートラーメン方式

## 歴史
- 1964年（昭和39年）12月 - 着工。
- 1967年（昭和42年）10月11日 - 竣工、供用開始。

座標: 北緯33度22分23秒 東経129度51分27秒 / 北緯33.37314度 東経129.85758度